# Keep the Faith (album Bon Jovi)
Keep the Faith è il quinto album in studio dei Bon Jovi, pubblicato nel 1992 dalla Mercury Records.
È ricordato da molti per aver rappresentato "l'inizio di un nuovo capitolo nella storia dei Bon Jovi". Il disco, infatti, si allontanò molto dal classico stile glam pesante del gruppo, introducendo un nuovo sound più maturo. Questa nuova via musicale, sarebbe continuata in misura ancora maggiore con il successivo album These Days del 1995. L'uscita del disco fu supportata da due registrazioni home video: Keep the Faith: An Evening with Bon Jovi
(concerto registrato dal gruppo per conto di MTV) e Keep the Faith: The Videos (una raccolta dei videoclip promozionali estratti dall'album).
Keep the Faith è il disco dei Bon Jovi con il maggior numero di singoli estratti. Infatti, dall'album ne furono estratti sei: l'omonimo Keep the Faith, Bed of Roses, In These Arms, I'll Sleep When I'm Dead, I Believe, e Dry County.

## Genesi e contesto
Dopo la conclusione del New Jersey Syndicate Tour, i membri dei Bon Jovi decisero di prendersi qualche anno di pausa dalle attività con il gruppo. Durante questo periodo, Jon Bon Jovi scrisse la colonna sonora del film Young Guns II - La leggenda di Billy the Kid, pubblicata nel 1990 nell'album Blaze of Glory, mentre Richie Sambora pubblicò il suo primo disco da solista, Stranger in This Town. Contemporaneamente, inoltre, Bon Jovi licenziò quello che era stato il suo manager per tanto tempo, Doc McGhee, e creò il suo personale "Bon Jovi Management". Questa scelta pare sia dovuta al fatto che il cantante voleva un ruolo maggiore e con più responsabilità all'interno della band, che ben presto diventò una società con Jon al timone.
Nell'ottobre del 1991, i membri del gruppo andarono per ritrovarsi dopo quasi due anni sull'isola caraibica di Saint Thomas, allo scopo di discutere i piani per il futuro. Qui furono risolti diversi problemi interni alla band, e si decise di ricominciare ad andare avanti. Nel gennaio del 1992, allora, i Bon Jovi si diressero ai Little Mountain Sound Studios di Vancouver, in Canada (dove avevano già registrato l'album Slippery When Wet nel 1986). Le registrazioni del nuovo disco durarono ben sei mesi, sotto la produzione di Bob Rock. Alla fine, Keep the Faith venne pubblicato nell'ottobre del 1992. Durante i quattro anni dall'ultima pubblicazione del gruppo, New Jersey del 1988, però, i gusti musicali della gente erano notevolmente cambiati, in particolar modo grazie alla veloce affermazione della musica grunge. I Bon Jovi, dunque, si videro costretti a un cambio di sound rispetto a quello dei loro precedenti lavori, decidendo di adottare uno stile decisamente più leggero e melodico. Prima della riunione del gruppo in studio di registrazione, Jon Bon Jovi aveva trascorso l'estate del 1991 nel più completo anonimato, in sella alla sua moto in luoghi come l'Arizona, esperienza che l'ha ispirato a scrivere Dry County e Bed of Roses. Successivamente, il cantante ha commentato:
Poco prima della pubblicazione dell'album, fu fatta passare per qualche giorno dalle radio internazionali la canzone I Wish Everyday Could Be Like Christmas, apparsa poi come b-side nelle versioni del singolo Keep the Faith non distribuite negli Stati Uniti.
Keep the Faith fu l'ultimo album in studio registrato dai Bon Jovi con il bassista Alec John Such, che lascerà il gruppo dopo la pubblicazione del greatest hits Cross Road nel 1994, venendo rimpiazzato da Hugh McDonald, anche se fino al 2016 non in maniera ufficiale.

## Riscontro di critica e pubblico
Keep the Faith fu pubblicato in tutto il mondo nel novembre del 1992. L'album riuscì a vendere circa 2 milioni di copie negli Stati Uniti, raggiungendo la posizione numero 5 della Billboard 200, dove stabilì un totale di 49 settimane di permanenza in classifica. Tre singoli del disco riuscirono a piazzarsi nella prime quaranta posizioni nelle charts: l'omonimo Keep the Faith al primo posto della Mainstream Rock Tracks, Bed of Roses nella top 10 della Billboard Hot 100, e In These Arms nella top 40 della stessa classifica.
Nel Regno Unito, la reazione all'album fu abbastanza impressionante, molto più di quella avvenuta negli Stati Uniti. Keep The Faith, infatti, debuttò in prima posizione nella Official Albums Chart, dove è rimasto per 24 settimane nella top 20. In totale, il disco è rimasto per 95 settimane nella top 200 in classifica. Tutti i sei singoli estratti
dall'album raggiunsero la top 10 della Official Singles Chart.
Il disco ottenne enorme successo anche in Canada, Germania, Australia, e Giappone, vendendo molto bene sia in Asia che in Sud America, ai tempi considerati due mercati emergenti e in notevole crescita. Proprio in questi territori, l'album guadagnò un totale di ben 5 dischi di platino. In totale, Keep the Faith ha venduto circa 12 milioni di copie nel mondo.

## Tracce
1. I Believe – 5:52 (Jon Bon Jovi)
2. Keep the Faith – 5:46 (Jon Bon Jovi, Richie Sambora, Desmond Child)
3. I'll Sleep When I'm Dead – 4:43 (Jon Bon Jovi, Richie Sambora, Desmond Child)
4. In These Arms – 5:19 (Jon Bon Jovi, Richie Sambora, David Bryan)
5. Bed of Roses – 6:34 (Jon Bon Jovi)
6. If I Was Your Mother – 4:27 (Jon Bon Jovi, Richie Sambora)
7. Dry County – 9:52 (Jon Bon Jovi)
8. Woman in Love – 3:50 (Jon Bon Jovi)
9. Fear – 3:07 (Jon Bon Jovi)
10. I Want You – 5:36 (Jon Bon Jovi)
11. Blame it on the Love of Rock & Roll – 4:25 (Jon Bon Jovi, Richie Sambora)
12. Little Bit of Soul – 5:42 (Jon Bon Jovi, Richie Sambora)

Bonus track inclusa solo in alcune versioni internazionali
1. Save a Prayer – 5:58 (Jon Bon Jovi, Richie Sambora)
2. I Wish Every Day Could Be Like Christmas – 4:25 (Jon Bon Jovi)

Bonus track inserita esclusivamente per il mercato Giapponese
1. Starting All Over Again – 3:44 (Jon Bon Jovi, Richie Sambora)

Bonus track inserita esclusivamente per il mercato Spagnolo
1. Cama de Rosas – 5:04 (Jon Bon Jovi) – versione alternativa di "Bed Of Roses", cantata in lingua spagnola

### CD Bonus dell'edizione speciale
Le seguenti canzoni sono state registrate dal vivo nelle date riportate a destra.
1. Keep the Faith – registrata dal vivo al Count Basy Theater, Red Bank, New Jersey, 1992
2. In These Arms – registrata dal vivo al Count Basy Theater, Red Bank, New Jersey, 1992
3. Blaze of Glory – registrata dal vivo al Count Basy Theater, Red Bank, New Jersey, 1992
4. I'll Be There for You – registrata dal vivo a Lakeland, Florida, 1989
5. Lay Your Hands on Me – registrata dal vivo al Giants Stadium, East Rutherford, 1989
6. Bad Medicine – registrata dal vivo alla Miami Arena, Florida, 1993
7. Bed of Roses (acustica) – registrata dal vivo alla Miami Arena, Florida, 1993
8. Never Say Goodbye (acustica) – registrata dal vivo alla Miami Arena, Florida, 1993

## Formazione

### Bon Jovi
- Jon Bon Jovi - voce, chitarra, acustica, songwriting
- Richie Sambora - chitarra solista, cori, songwriting
- Alec John Such - basso, cori
- David Bryan - tastiere, piano, cori, songwriting
- Tico Torres - batteria, percussioni

### Altro personale
- Danny Kortchmar - organo ("In These Arms", "Dry County")
- Maxine Waters, Julia Waters, Isabella Lento, Carmela Lento, Myna Matthews - cori ("In These Arms", "Dry County")
- Bob Rock - produzione, missaggio
- Desmond Child - songwriting
- Obie O'Brien, Gary Platt - ingegneri del suono
- Randy Staub - missaggio, ingegnere del suono
- Brian Dobbs, Greg Goldman, Darren Grahn, Ed Korengo, Jim Lavinski e Ulrich Wild - assistenti ingegneri del suono
- George Marino - mastering

## Classifiche

### Classifiche settimanali
| Classifica (1992/93) | Posizione massima |
| -------------------- | ----------------- |
| Australia            | 1                 |
| Austria              | 2                 |
| Canada               | 8                 |
| Europa               | 4                 |
| Finlandia            | 1                 |
| Francia              | 21                |
| Germania             | 2                 |
| Giappone             | 3                 |
| Grecia               | 69                |
| Italia               | 16                |
| Norvegia             | 7                 |
| Nuova Zelanda        | 15                |
| Paesi Bassi          | 3                 |
| Regno Unito          | 1                 |
| Spagna               | 10                |
| Stati Uniti          | 5                 |
| Svezia               | 3                 |
| Svizzera             | 3                 |
| Ungheria             | 3                 |

### Classifiche di fine anno
| Classifica (1992) | Posizione |
| ----------------- | --------- |
| Australia         | 47        |
| Francia           | 49        |
| Germania          | 96        |
| Italia            | 78        |
| Regno Unito       | 56        |
| Classifica (1993) | Posizione |
| Australia         | 10        |
| Austria           | 3         |
| Canada            | 39        |
| Germania          | 2         |
| Paesi Bassi       | 9         |
| Regno Unito       | 33        |
| Spagna            | 30        |
| Stati Uniti       | 49        |
| Svizzera          | 1         |
| Classifica (1994) | Posizione |
| Germania          | 57        |

## Tour promozionale
Per promuovere l'album, il gruppo intraprese il Keep the Faith Tour, partito l'8 febbraio 1993 dal Colisée Pepsi di Québec, e conclusosi il 17 giugno dello stesso anno allo Yokohama Stadium di Yokohama. Per quanto riguarda l'Italia, il tour fece tappa nelle seguenti date: